# Auragne
Auragne (Auranha en occitan) est une commune française située dans l'est du département de la Haute-Garonne, en région Occitanie. Sur le plan historique et culturel, la commune fait partie du Lauragais, l'ancien « Pays de Cocagne », lié à la fois à la culture du pastel et à l’abondance des productions, et de « grenier à blé du Languedoc ».
Exposée à un climat océanique altéré, elle est drainée par le Tédèlou, le ruisseau de Bajoulès et par divers autres petits cours d'eau.
Auragne est une commune rurale qui compte 466 habitants en 2022, après avoir connu une forte hausse de la population depuis 1975. Elle fait partie de l'aire d'attraction de Toulouse. Ses habitants sont appelés les Auragnais ou  Auragnaises.
La francisation traditionnelle du nom du village, Auraigne, attestée depuis 1660, est remplacée par Auragne en 1793. En 1801, le Bulletin des lois l'orthographie de façon erronée Aurague. Cette graphie n'a jamais été en usage et a rapidement été corrigée en Auragne.

## Géographie

### Localisation
La commune d'Auragne se trouve dans le département de la Haute-Garonne, en région Occitanie.
Cette commune de l'aire d'attraction de Toulouse est située dans le Lauragais, à 33 km sud-est de Toulouse.
Elle se situe à 24 km à vol d'oiseau de Toulouse, préfecture du département, à 17 km de Muret, sous-préfecture, et à 15 km d'Escalquens, bureau centralisateur du canton d'Escalquens dont dépend la commune depuis 2015 pour les élections départementales.
La commune fait en outre partie du bassin de vie d'Auterive.
Les communes les plus proches sont : 
Noueilles (3,1 km), Labruyère-Dorsa (3,7 km), Issus (3,8 km), Saint-Léon (4,4 km), Mauvaisin (5,1 km), Grépiac (5,1 km), Pouze (5,2 km), Auterive (5,2 km).
Sur le plan historique et culturel, Auragne fait partie du Lauragais, occupant une vaste zone, autour de l’axe central que constitue le canal du Midi, entre les agglomérations de Toulouse au nord-ouest et Carcassonne au sud-est et celles de Castres au nord-est et Pamiers au sud-ouest. C'est l'ancien « Pays de Cocagne », lié à la fois à la culture du pastel et à l’abondance des productions, et de « grenier à blé du Languedoc ».
Auragne est limitrophe de six autres communes.
Les communes limitrophes sont  Auterive, Issus, Labruyère-Dorsa, Mauvaisin, Noueilles et Saint-Léon.
| Labruyère-Dorsa | Issus     | Noueilles  |
| Auterive        | Auragne   | Saint-Léon |
|                 | Mauvaisin |            |

### Géologie et relief
La superficie de la commune est de 1 363 hectares ; son altitude varie de 183  à   292 mètres.

### Hydrographie

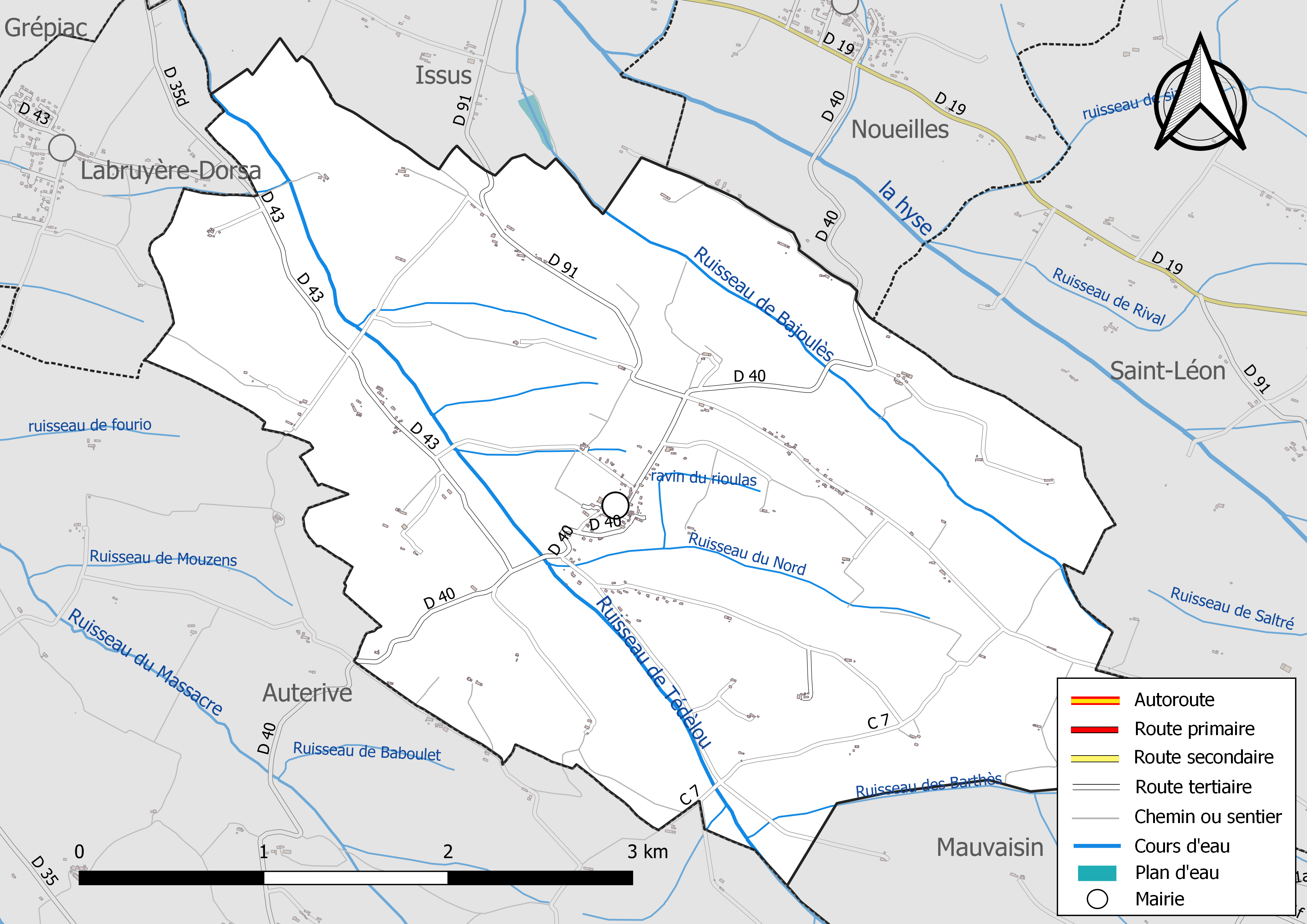
Réseaux hydrographique et routier d'Auragne.

La commune est dans le Bassin de la Garonne, au sein du bassin hydrographique Adour-Garonne. Elle est drainée par le Tédèlou, le ruisseau de Bajoulès, ravin du rioulas, le ruisseau des Barthès, le ruisseau du Nord et par divers petits cours d'eau, constituant un réseau hydrographique de 16 km de longueur totale,.
Le Tédèlou, d'une longueur totale de 18,8 km, prend sa source dans la commune de Calmont et s'écoule vers le nord-ouest. Il traverse la commune et se jette dans la Hyse à Venerque, après avoir traversé 8 communes.

### Climat
Pour des articles plus généraux, voir Climat de l'Occitanie et Climat de la Haute-Garonne.
En 2010, le climat de la commune est de type climat du Bassin du Sud-Ouest, selon une étude s'appuyant sur une série de données couvrant la période 1971-2000. En 2020, Météo-France publie une typologie des climats de la France métropolitaine dans laquelle la commune est exposée à un climat océanique altéré et est dans la région climatique Aquitaine, Gascogne, caractérisée par une pluviométrie abondante au printemps, modérée en automne, un faible ensoleillement au printemps, un été chaud (19,5 °C), des vents faibles, des brouillards fréquents en automne et en hiver et des orages fréquents en été (15 à 20 jours).
Pour la période 1971-2000, la température annuelle moyenne est de 13,1 °C, avec une amplitude thermique annuelle de 15,7 °C. Le cumul annuel moyen de précipitations est de 745 mm, avec 9 jours de précipitations en janvier et 5,6 jours en juillet. Pour la période 1991-2020, la température moyenne annuelle observée sur la station météorologique la plus proche, située sur la commune de Cugnaux à 21 km à vol d'oiseau, est de 14,3 °C et le cumul annuel moyen de précipitations est de 635,7 mm,. Pour l'avenir, les paramètres climatiques de la commune estimés pour 2050 selon différents scénarios d’émission de gaz à effet de serre sont consultables sur un site dédié publié par Météo-France en novembre 2022.

### Milieux naturels et biodiversité
Aucun espace naturel présentant un intérêt patrimonial n'est recensé sur la commune dans l'inventaire national du patrimoine naturel,,.

## Urbanisme

### Typologie
Au 1er janvier 2024, Auragne est catégorisée commune rurale à habitat dispersé, selon la nouvelle grille communale de densité à sept niveaux définie par l'Insee en 2022.
Elle est située hors unité urbaine. Par ailleurs la commune fait partie de l'aire d'attraction de Toulouse, dont elle est une commune de la couronne,. Cette aire, qui regroupe 527 communes, est catégorisée dans les aires de 700 000 habitants ou plus (hors Paris),.

### Occupation des sols

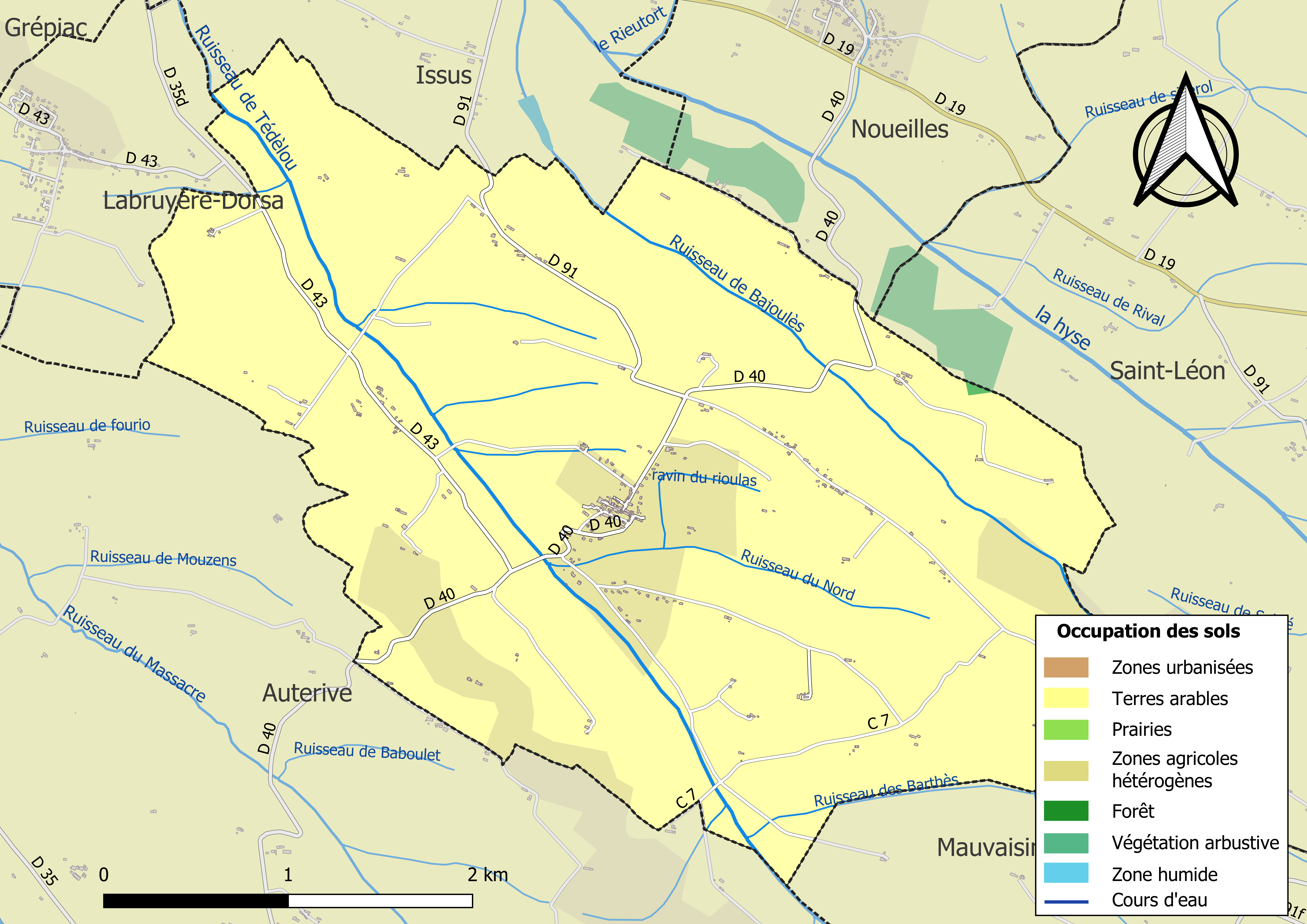
Carte des infrastructures et de l'occupation des sols de la commune en 2018 (CLC).

L'occupation des sols de la commune, telle qu'elle ressort de la base de données européenne d’occupation biophysique des sols Corine Land Cover (CLC), est marquée par l'importance des territoires agricoles (100 % en 2018), une proportion identique à celle de 1990 (100 %). La répartition détaillée en 2018 est la suivante : 
terres arables (89,5 %), zones agricoles hétérogènes (10,5 %). L'évolution de l’occupation des sols de la commune et de ses infrastructures peut être observée sur les différentes représentations cartographiques du territoire : la carte de Cassini (XVIIIe siècle), la carte d'état-major (1820-1866) et les cartes ou photos aériennes de l'IGN pour la période actuelle (1950 à aujourd'hui).

### Risques majeurs
Le territoire de la commune d'Auragne est vulnérable à différents aléas naturels : météorologiques (tempête, orage, neige, grand froid, canicule ou sécheresse), inondations et séisme (sismicité très faible). Un site publié par le BRGM permet d'évaluer simplement et rapidement les risques d'un bien localisé soit par son adresse soit par le numéro de sa parcelle.
Certaines parties du territoire communal sont susceptibles d’être affectées par le risque d’inondation par débordement de cours d'eau, notamment le Tédèlou. La commune a été reconnue en état de catastrophe naturelle au titre des dommages causés par les inondations et coulées de boue survenues en 1982, 1998, 1999, 2000, 2009 et 2018,.

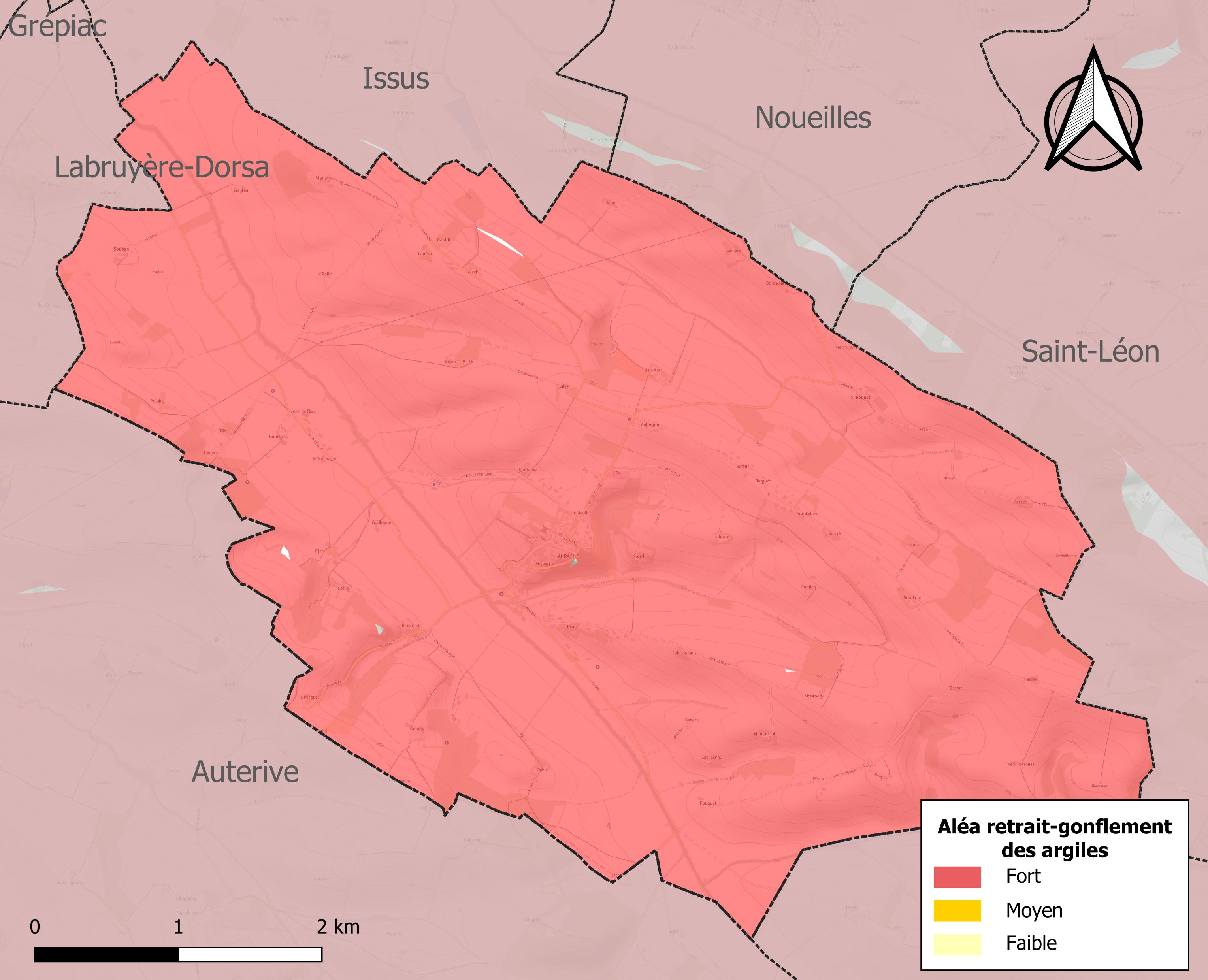
Carte des zones d'aléa retrait-gonflement des sols argileux d'Auragne.

Le retrait-gonflement des sols argileux est susceptible d'engendrer des dommages importants aux bâtiments en cas d’alternance de périodes de sécheresse et de pluie. 99,9 % de la superficie communale est en aléa moyen ou fort (88,8 % au niveau départemental et 48,5 % au niveau national). Sur les 186 bâtiments dénombrés sur la commune en 2019, 186 sont en aléa moyen ou fort, soit 100 %, à comparer aux 98 % au niveau départemental et 54 % au niveau national. Une cartographie de l'exposition du territoire national au retrait gonflement des sols argileux est disponible sur le site du BRGM,.
Par ailleurs, afin de mieux appréhender le risque d’affaissement de terrain, l'inventaire national des cavités souterraines permet de localiser celles situées sur la commune.
Concernant les mouvements de terrains, la commune a été reconnue en état de catastrophe naturelle au titre des dommages causés par la sécheresse en 2003 et 2017 et par des mouvements de terrain en 1999.

## Politique et administration

### Administration municipale
Le nombre d'habitants au recensement de 2017 étant compris entre 100 et 499, le nombre de membres du conseil municipal pour l'élection de 2020 est de onze,.

### Rattachements administratifs et électoraux
Commune faisant partie de la septième circonscription de la Haute-Garonne, de la communauté de communes du Bassin Auterivain et du canton d'Escalquens (avant le redécoupage départemental de 2014, Auragne faisait partie de l'ex-canton de Nailloux).
Une seule modification administrative est intervenue pour Auragne depuis 1930, quand Auragne est passée de l'arrondissement de Toulouse à l'arrondissement de Muret, ce qui a eu lieu le 1er janvier 2017.

### Liste des maires

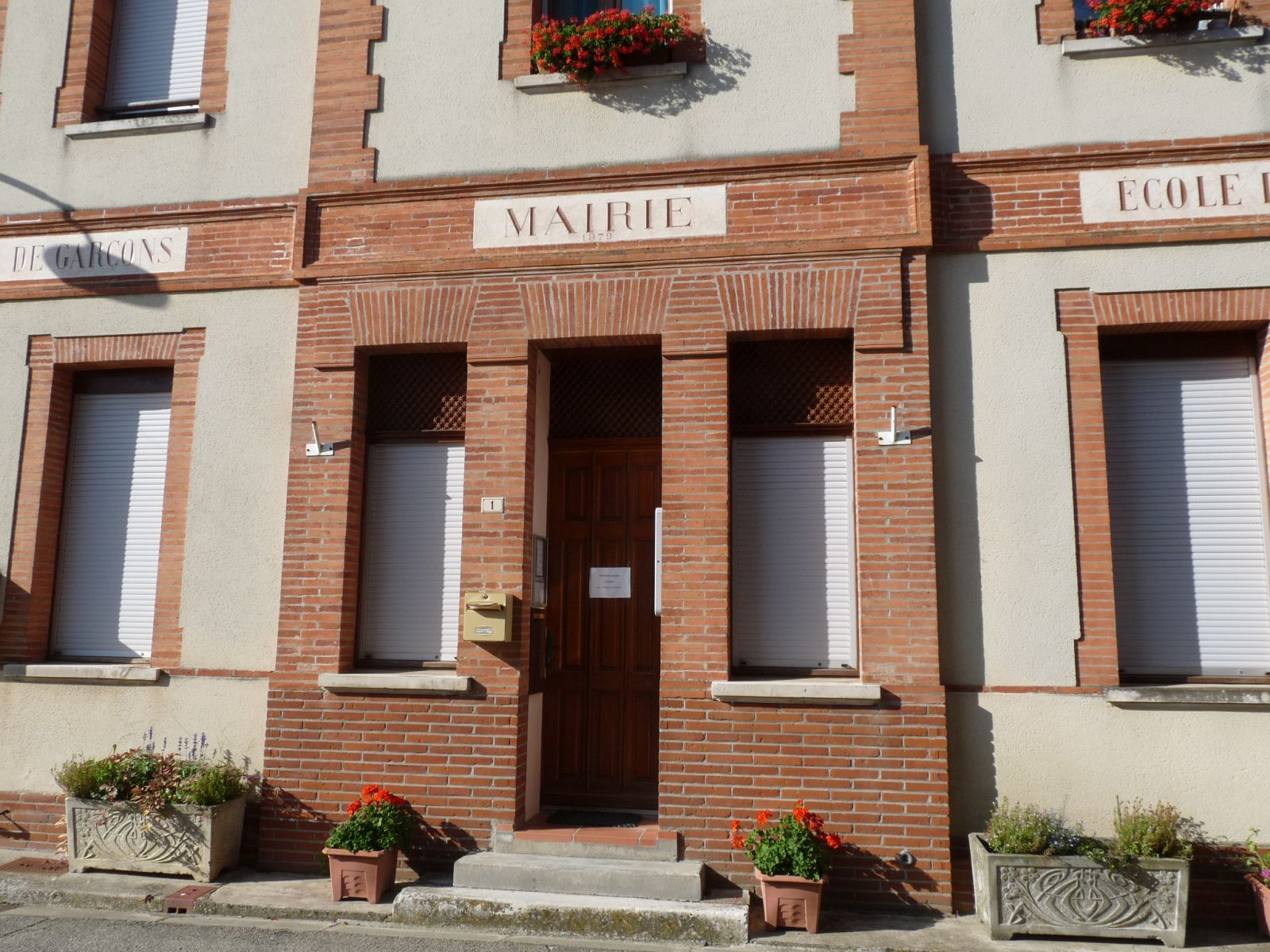
La mairie.

| Période                                  | Période  | Identité        | Étiquette | Qualité  |
| ---------------------------------------- | -------- | --------------- | --------- | -------- |
| Les données manquantes sont à compléter. |          |                 |           |          |
| avant 1988                               | ?        | Robert Taillade |           |          |
| mars 2001                                | 2008     | Claude Pourquie |           |          |
| mars 2008                                | En cours | René Pacher     | DVG       | Retraité |

## Population et société

### Démographie
L'évolution du nombre d'habitants est connue à travers les recensements de la population effectués dans la commune depuis 1793. Pour les communes de moins de 10 000 habitants, une enquête de recensement portant sur toute la population est réalisée tous les cinq ans, les populations de référence des années intermédiaires étant quant à elles estimées par interpolation ou extrapolation. Pour la commune, le premier recensement exhaustif entrant dans le cadre du nouveau dispositif a été réalisé en 2008.

En 2022, la commune comptait 466 habitants, en évolution de +8,62 % par rapport à 2016 (Haute-Garonne : +8,02 %, France hors Mayotte : +2,11 %).
| 1793 | 1800 | 1806 | 1821 | 1831 | 1836 | 1841 | 1846 | 1851 |
| ---- | ---- | ---- | ---- | ---- | ---- | ---- | ---- | ---- |
| 541  | 571  | 637  | 696  | 719  | 709  | 725  | 718  | 710  |

| 1856 | 1861 | 1866 | 1872 | 1876 | 1881 | 1886 | 1891 | 1896 |
| ---- | ---- | ---- | ---- | ---- | ---- | ---- | ---- | ---- |
| 702  | 730  | 708  | 702  | 664  | 647  | 631  | 607  | 601  |

| 1901 | 1906 | 1911 | 1921 | 1926 | 1931 | 1936 | 1946 | 1954 |
| ---- | ---- | ---- | ---- | ---- | ---- | ---- | ---- | ---- |
| 570  | 564  | 482  | 420  | 450  | 392  | 436  | 379  | 401  |

| 1962 | 1968 | 1975 | 1982 | 1990 | 1999 | 2006 | 2008 | 2013 |
| ---- | ---- | ---- | ---- | ---- | ---- | ---- | ---- | ---- |
| 300  | 305  | 213  | 270  | 299  | 310  | 381  | 402  | 421  |

| 2018 | 2022 | - | - | - | - | - | - | - |
| ---- | ---- | - | - | - | - | - | - | - |
| 425  | 466  | - | - | - | - | - | - | - |

| selon la population municipale des années : | 1968 | 1975 | 1982 | 1990 | 1999 | 2006 | 2009 | 2013 |
| Rang de la commune dans le département      | 243  | 304  | 269  | 267  | 281  | 269  | 269  | 270  |
| Nombre de communes du département           | 592  | 582  | 586  | 588  | 588  | 588  | 589  | 589  |

### Enseignement
Auragne fait partie de l'académie de Toulouse. Elle a une école maternelle et primaire et dépend du collège Condorcet de Nailloux.

### Culture

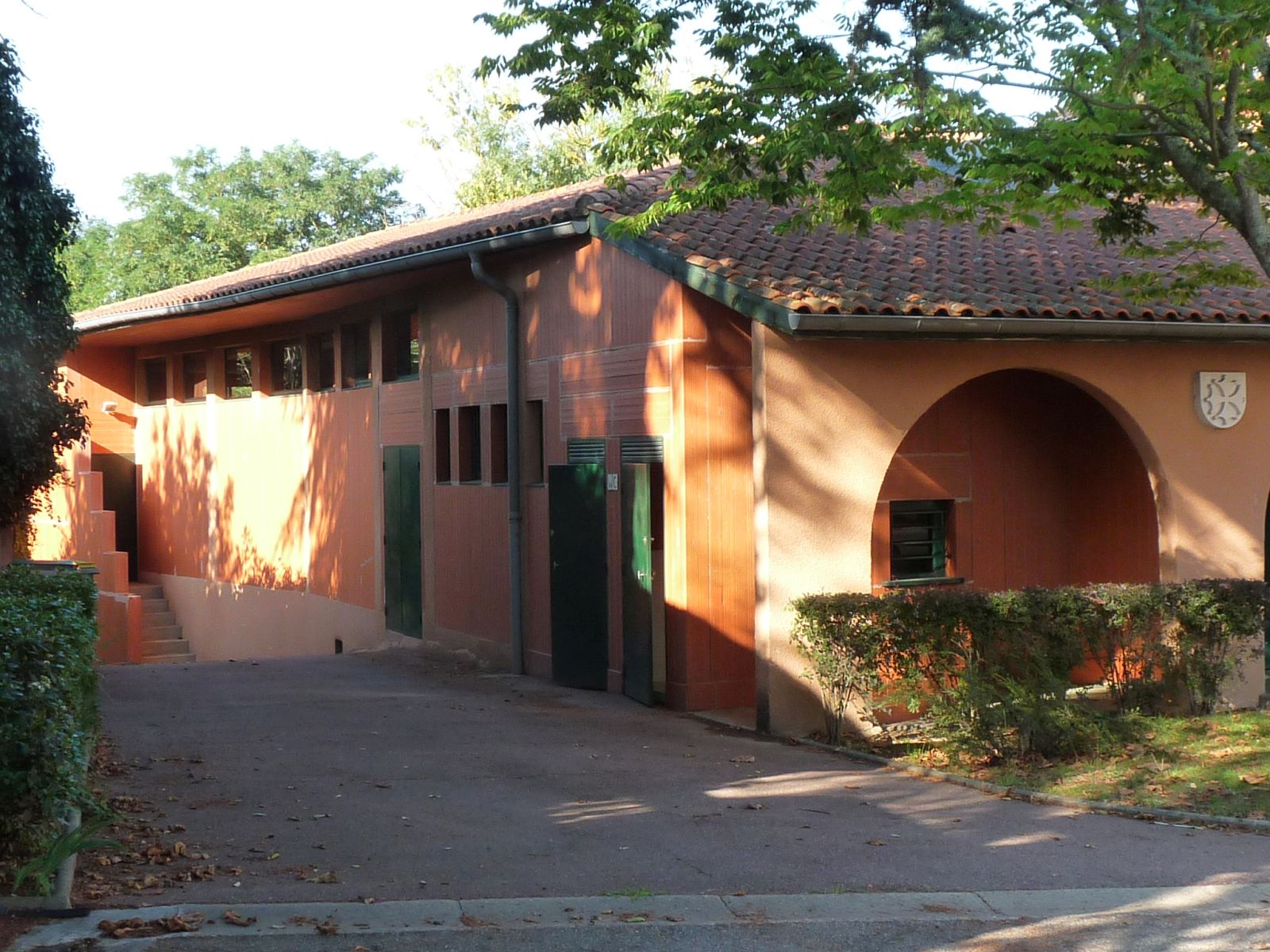
La salle des fêtes.

Salle des fêtes, bibliothèque municipale.

### Activités sportives
Chasse, pétanque, randonnée pédestre, aire de jeux pour enfants + terrain de football et bosses de vélo.

## Économie

### Revenus
En 2018  (données Insee publiées en septembre 2021), la commune compte 158 ménages fiscaux, regroupant 390 personnes. La médiane du revenu disponible par unité de consommation est de 21 750 € (23 140 € dans le département).

### Emploi
|                | 2008  | 2013  | 2018  |
| -------------- | ----- | ----- | ----- |
| Commune        | 6,3 % | 7,3 % | 4,4 % |
| Département    | 7,7 % | 9,6 % | 9,3 % |
| France entière | 8,3 % | 10 %  | 10 %  |

En 2018, la population âgée de 15 à 64 ans s'élève à 252 personnes, parmi lesquelles on compte 77 % d'actifs (72,6 % ayant un emploi et 4,4 % de chômeurs) et 23 % d'inactifs,. Depuis 2008, le taux de chômage communal (au sens du recensement) des 15-64 ans est inférieur à celui de la France et du département.
La commune fait partie de la couronne de l'aire d'attraction de Toulouse, du fait qu'au moins 15 % des actifs travaillent dans le pôle,. Elle compte 56 emplois en 2018, contre 57 en 2013 et 49 en 2008. Le nombre d'actifs ayant un emploi résidant dans la commune est de 189, soit un indicateur de concentration d'emploi de 29,7 % et un taux d'activité parmi les 15 ans ou plus de 60,4 %.
Sur ces 189 actifs de 15 ans ou plus ayant un emploi, 33 travaillent dans la commune, soit 18 % des habitants. Pour se rendre au travail, 86,8 % des habitants utilisent un véhicule personnel ou de fonction à quatre roues, 0,5 % les transports en commun, 2,7 % s'y rendent en deux-roues, à vélo ou à pied et 10,1 % n'ont pas besoin de transport (travail au domicile).

### Activités hors agriculture
27 établissements sont implantés  à Auragne au 31 décembre 2019. Le tableau ci-dessous en détaille le nombre par secteur d'activité et compare les ratios avec ceux du département,.
Le secteur de la construction est prépondérant sur la commune puisqu'il représente 29,6 % du nombre total d'établissements de la commune (8 sur les 27 entreprises implantées  à Auragne), contre 12 % au niveau départemental.

### Agriculture
La commune est dans le Lauragais, une petite région agricole occupant le nord-est du département de la Haute-Garonne, dont les coteaux portent des grandes cultures en sec avec une dominante blé dur et tournesol. En 2020, l'orientation technico-économique de l'agriculture  sur la commune est la culture de céréales et/ou d'oléoprotéagineuses.
|               | 1988  | 2000  | 2010 | 2020  |
| ------------- | ----- | ----- | ---- | ----- |
| Exploitations | 27    | 20    | 13   | 15    |
| SAU (ha)      | 1 196 | 1 137 | 973  | 1 569 |

Le nombre d'exploitations agricoles en activité et ayant leur siège dans la commune est passé de 27 lors du recensement agricole de 1988  à 20 en 2000 puis à 13 en 2010 et enfin à 15 en 2020, soit une baisse de 44 % en 32 ans. Le même mouvement est observé à l'échelle du département qui a perdu pendant cette période 57 % de ses exploitations,. La surface agricole utilisée sur la commune a quant à elle augmenté, passant de 1 196 ha en 1988 à 1 569 ha en 2020. Parallèlement la surface agricole utilisée moyenne par exploitation a augmenté, passant de 44 à 105 ha.

## Culture locale et patrimoine

### Lieux et monuments
- L'église Saint-Martin.
- Château d'Auragne.
- Le presbytère.

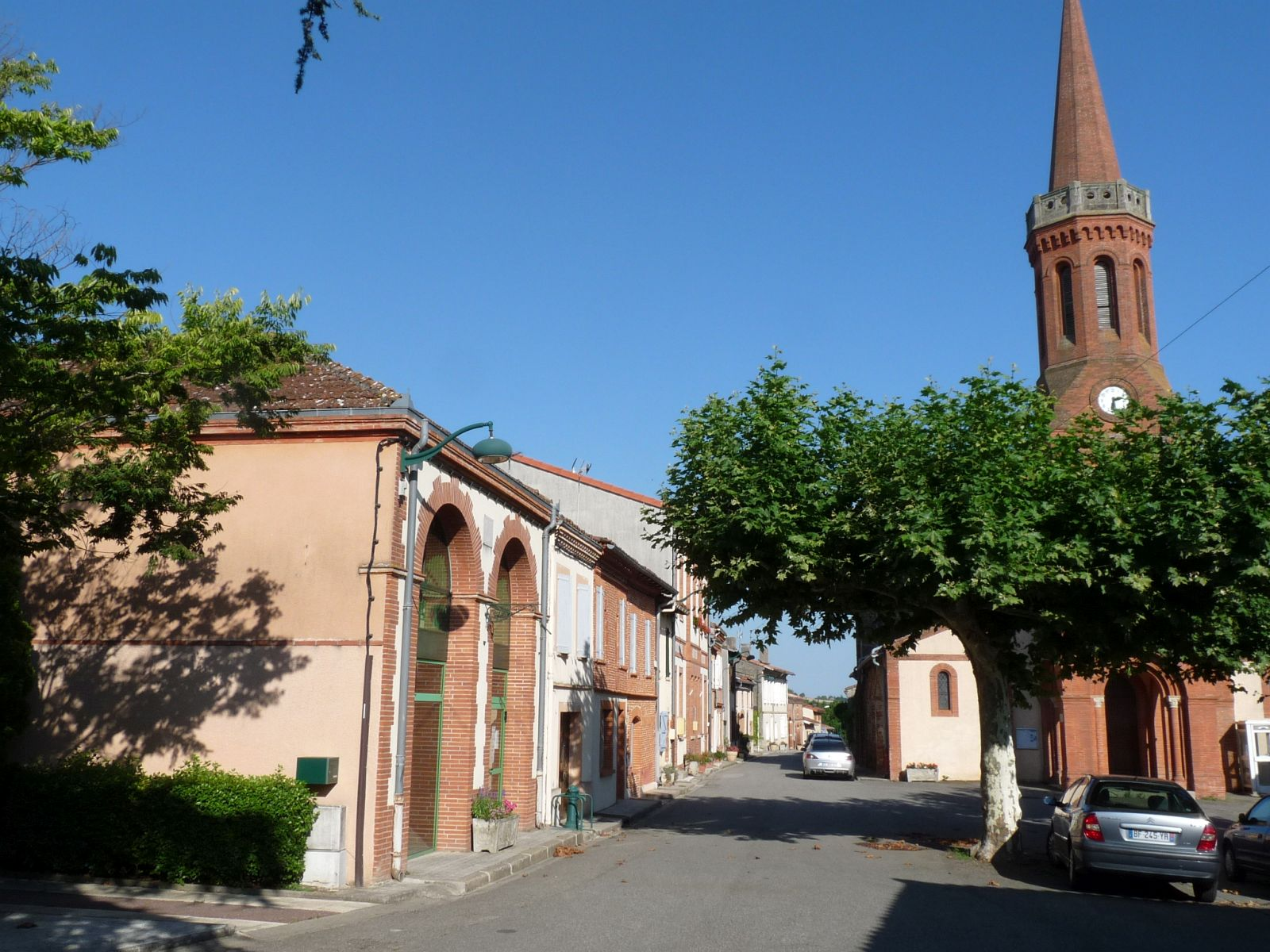
Rue centrale du village.
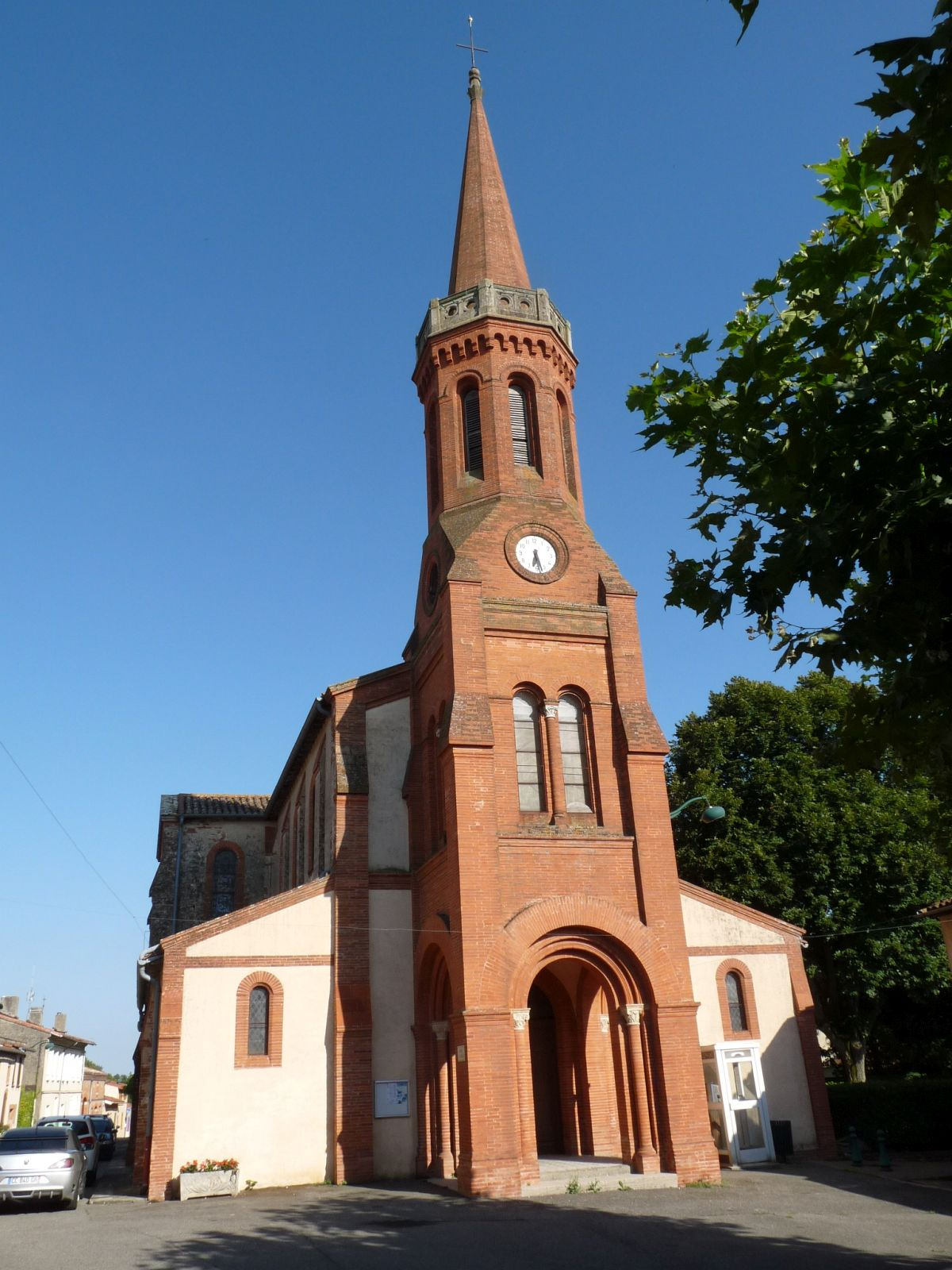
L'église Saint-Martin.
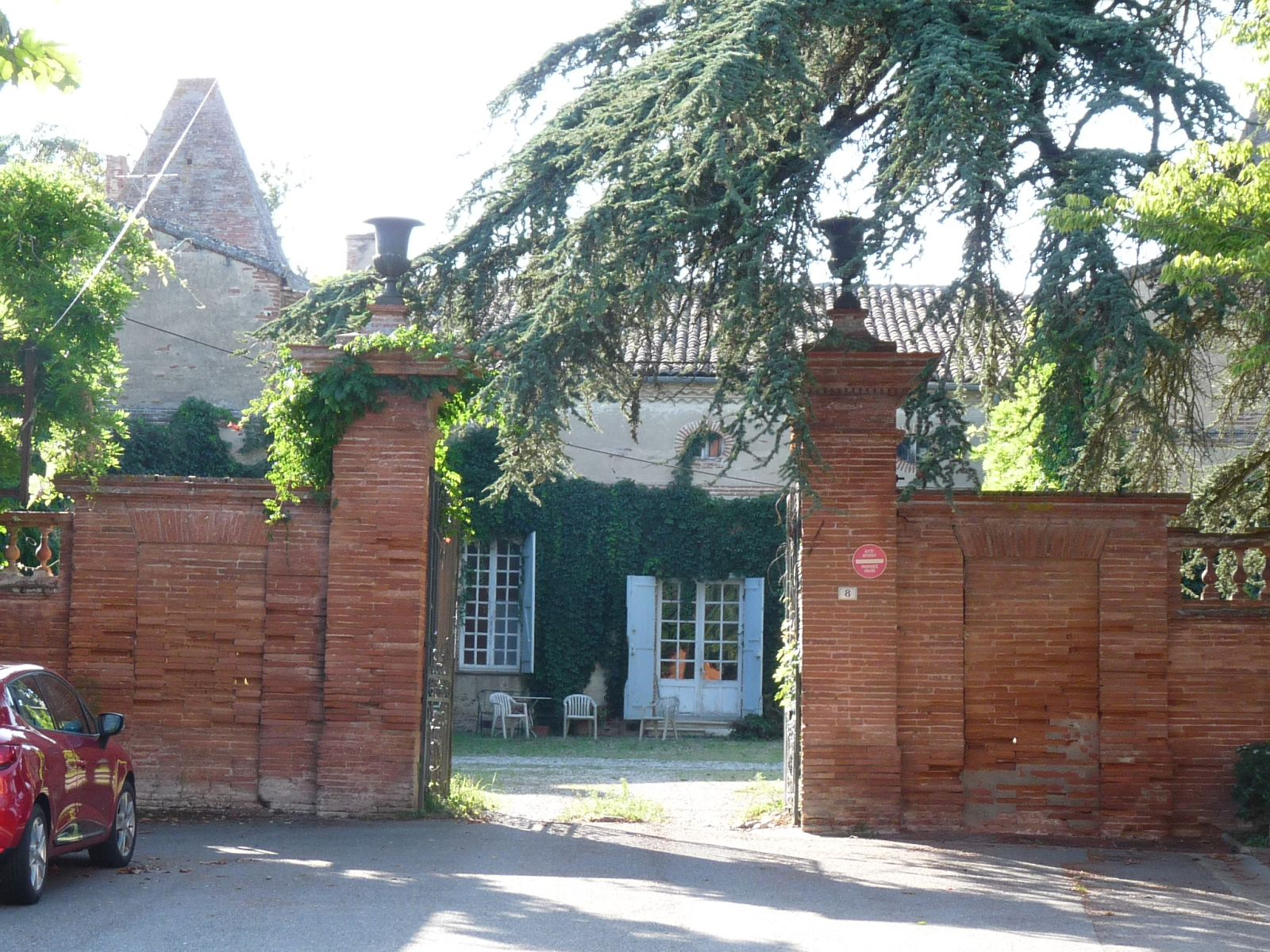
Le château d'Auragne.

### Personnalités liées à la commune
- Armand-Augustin de Touchebœuf, né le 22 janvier 1750 aux Junies, sous-lieutenant au régiment de Belsunce dragons en 1768, il émigre en 1791. Il meurt au château d'Auragne le 27 février 1815.
- Juliette et Arthur Maurette, héros de la résistance[40].

### Héraldique
| Blason de Auragne | Blason  | Parti : au 1er mi-parti d'azur à la fleur de tournesol d'or boutonnée de tenné, au 2e mi-parti de gueules à la croix cléchée, vidée et pommetée de douze pièces d'or ; à l'inscription « Auragne » en lettres d'or brochant en chef. |
| Blason de Auragne | Détails | Le statut officiel du blason reste à déterminer. |

## Pour approfondir